# Schreckenmühle
Schreckenmühle (auch Schreckemühle) ist ein Gemeindeteil der Gemeinde Schollbrunn im unterfränkischen Landkreis Main-Spessart in Bayern.

## Lage
Durch die Einöde fließt der Haslochbach, der in Hasloch in den Main mündet. Die Mühle liegt in Einzellage an der westlichen Hangseite im mittleren Haslochtal (Haseltal) östlich der Hauptgemeinde Schollbrunn im Spessart. Über die Hasloch hinweg östlich liegt der Michelriether Forst mit dem Burgstall Reinstein. Nördlich bachaufwärts liegt die Zwieselmühle, südöstlich bachabwärts die Nickelsmühle.

## Geschichte

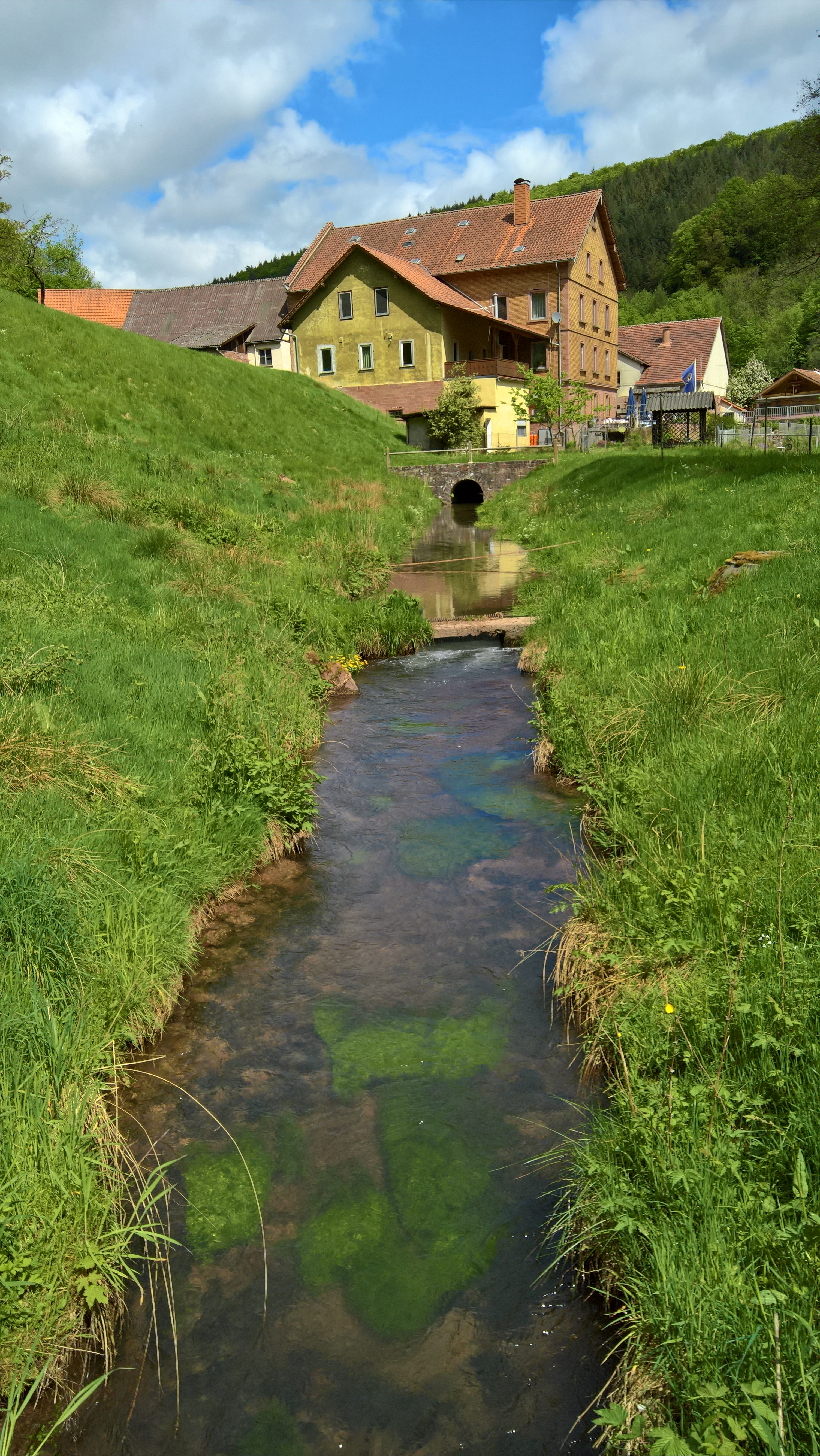
Blick vom parallel zum Haslochbach verlaufenden Mühlensteg zur Schreckenmühle

Die Mühle wurde erstmals indirekt 1328 und 1595 direkt urkundlich erwähnt. Ihr Name stammt von einem Betreiber namens Schreck. 1629 wird sie als im Besitz der Kartause Grünau genannt. Um 1700 wird die neuere Mühle durch das Kloster Triefenstein gebaut, dadurch kommt es immer wieder zu Rechtsstreitigkeiten der beiden Klöster um den Besitz.
Seit Mitte des 18. Jahrhunderts ist die Familie Wiesmann als Pächter einer, später beider, Mühlen bekannt. 1773 können sie die zweite Mühle nicht halten. Bis 1803 war die Mühle noch im Besitz des Klosters Grünau. Zwischen 1805 und 1820 kommen die Mühlen wieder vereint in die Hand der Familie Wiesmann und in deren Besitz. Um 1854 wurden die alten Bachmühlen aufgegeben und durch ein im Gebäude befindliches Wasserrad ersetzt.
Um 1882 wurde das Mühlengebäude in ihrer heutigen Form um- bzw. neugebaut. Bis 1889 wird sie als Kunstmühle modernisiert. 1910 mit einer Dampfmaschine für Niedrigwasser weiter verbessert, erfolgen 1936 ein Mühlenumbau mit neuen Walzenstühlen und Plansichter sowie dem Ersatz des Wasserrades durch eine Turbine und 1948 eine weitere Modernisierung. 1961 wird in der Mühle zusätzlich eine Gaststätte eröffnet.
1983 wird eine neue Turbine eingebaut und ab 1986 wird die Wasserkraft wieder zur Stromerzeugung (Zweikammer-Durchströmturbine) genutzt. Eine weitere tiefgreifende Modernisierung der letzten noch aktiven Mahl- und Getreidemühle im Haslochtal erfolgte Ende der 1980er/Anfang der 1990er Jahre durch einen größeren Umbau: fast vollständige Automatisierung (Steuerung der Vermahlung über eine zentrale Schaltanlage (SPS-Steuerung)) und Kapazitätserweiterung (neues Innensilo), neuer Plansichter und neue Walzenstühle sowie Umstellung aller Maschinen auf Einzelantrieb.

## Sonstiges

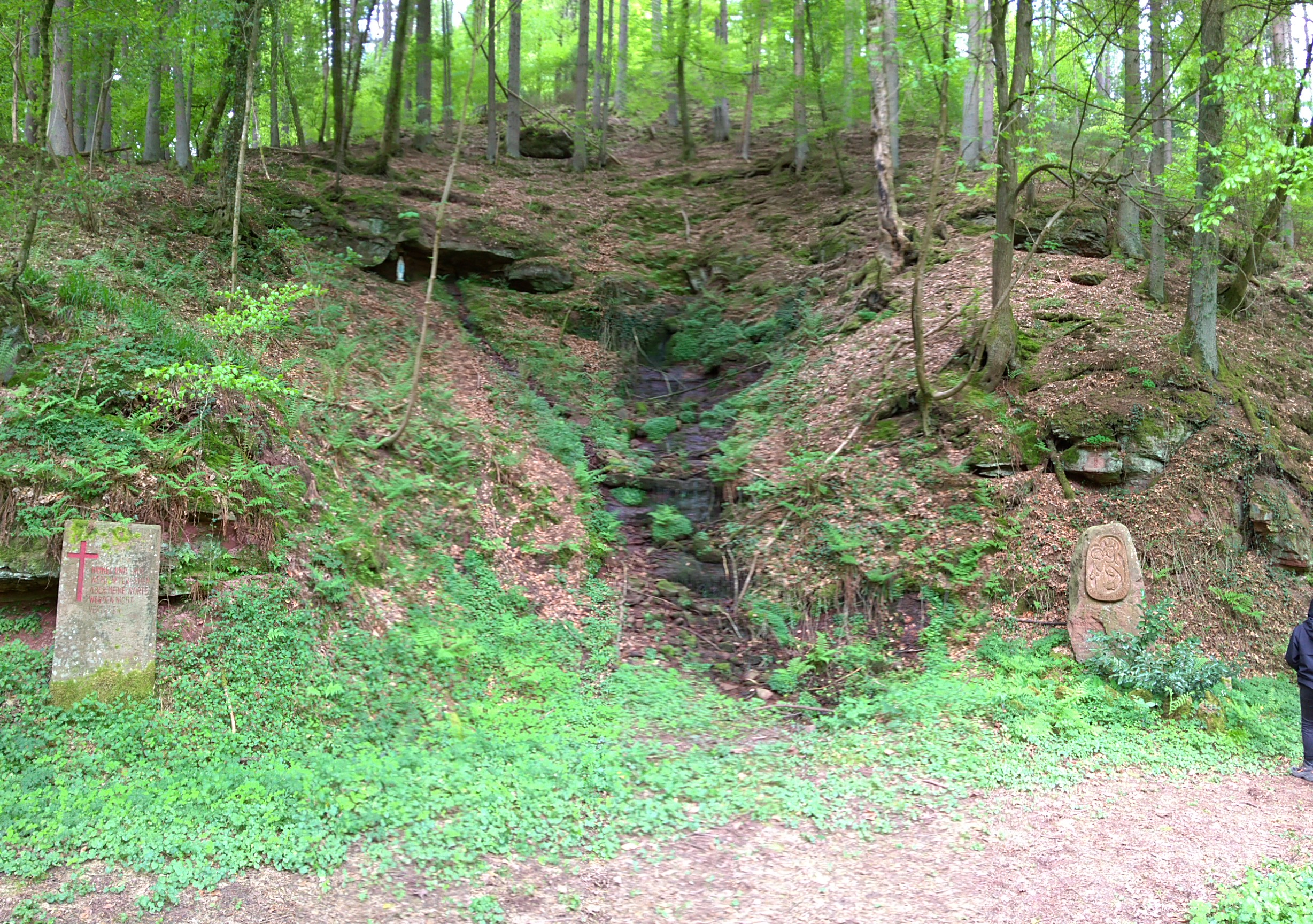
Maria-Hilf-Bildstock mit Marienstatue und Gedenkstein unterhalb der Schreckenmühle

Als Mühle hat die Schreckenmühle ein eigenes Markenzeichen. Am Gebäude befindet sich ein Grenzstein des „Mühlguhts“ von 1879. Die Mühle besteht aus zwei Gebäuden mit heute noch getrennten Hausnummern und ist Teil des europäischen Kulturwegs Mühlenstraße Haseltal.
Wenige Dutzend Meter am Mühlenstau des Haslochbaches entlang des Wanderweges über die Holländerbrücke zur Nickelsmühle befindet sich unterhalb eines Quellaustritts aus Richtung Schollbrunn der sogenannte Maria-Hilf-Bildstock und ein christlicher Gedenkstein. Am Quellaustritt selbst ist eine Marienstatue aufgestellt.